# الیکوه
آلیکوه روستایی از توابع بخش مرکزی شهرستان اردل در استان چهارمحال و بختیاری است.

## جمعیت
این روستا در دهستان پشتکوه قرار دارد و براساس سرشماری مرکز آمار ایران در سال ۱۳۹۵، جمعیت آن 1.251.000 نفر (۲۸۷۶خانوار) بوده‌است.